# Ines Thomas Almeida
Ines Thomas Almeida (* 11. Juni 1976 in Santo Domingo, Dominikanische Republik) ist eine in Lissabon lebende Musikwissenschaftlerin.

## Leben
Ines Thomas Almeida wurde in der Dominikanischen Republik geboren und wuchs zweisprachig in Portugal auf. Sie studierte zunächst in Lissabon Musik und schloss das Studium mit dem Hauptfach Klavier ab. Danach studierte sie Gesang an der Universität in Évora. Während ihres Gesangsstudiums wurde sie zwei Jahre hintereinander als beste Studentin der Universität ausgezeichnet. 
Sie kam anschließend nach Deutschland und vertiefte ihre musikalische Ausbildung durch ein Gesangsstudium an der Hochschule für Musik und Theater bei Klaus Häger in Rostock, wo sie 2007 abschloss. In ihrer Diplomprüfung 2007 sang sie u. a. Arien des Orfeo aus der Oper Orpheus und Eurydike von Christoph Willibald Gluck. Während ihres Studiums wirkte sie in Hochschulproduktionen solistisch mit und sang u. a. im Oktober 2006 die Partie der Orsola in Ermanno Wolf-Ferraris Oper Il Campiello. Darüber hinaus besuchte sie Meisterkurse bei Teresa Berganza, Krisztina Laki, Hanna Schwarz, Jill Feldman, Claudia Eder und Norman Shetler und trat auch öffentlich bei Gesangsveranstaltungen auf, wie zum Beispiel im November 2006 gemeinsam mit der polnischen Pianistin Milena Piszczorowicz bei den „Dechower Kulturtagen 2006“ in Dechow.
2008 war sie Preisträgerin des Internationalen Gesangswettbewerbs Kammeroper Schloss Rheinsberg und wirkte anschließend in mehreren Opernproduktionen im Schloss Rheinsberg mit. Sie trat im selben Jahr außerdem bei der „Rheinsberger Sängernacht“ auf und präsentierte sich dem Publikum mit Ausschnitten aus der Titelrolle der Oper Carmen von Georges Bizet. Sie wurde Stipendiatin der Yehudi Menuhin Live Music Now.
Im Februar 2009 präsentierte sie im Palacio Foz in Lissabon im Rahmen einer von der Botschaft der Dominikanischen Republik veranstalteten Kulturwoche mit großem Erfolg das Konzert „Poema en Forma de Canciones“ mit Liedern ibero-amerikanischer Komponisten. Sie tritt regelmäßig in Portugal, in der Dominikanischen Republik und in Deutschland auf. Dabei interpretiert sie nicht nur die klassischen Kunstlieder des iberischen Raumes, sondern tritt auch mit verschiedenen Fado-Programmen auf.
2011 gründete sie das Online-Magazin Berlinda.org, welches sich mit dem kulturellen Austausch zwischen Berlin und der Portugiesisch sprechenden Welt beschäftigt. In diesem Rahmen leitete sie 2012 das Festival Berlinda, welches in Berlin einen Monat lang die Kultur portugiesischsprachiger Länder in den Bereichen Literatur, Film, Musik und Kunst präsentierte. Aus dem Magazin ist Freunde von Berlinda e.V. entstanden, ein Verein, welcher sich neben dem kulturellen Aspekt auch um die soziale Unterstützung der portugiesischsprachigen Community Berlins engagiert.
Seit 2016 ist Ines Thomas Almeida Forscherin im Bereich historische Musikwissenschaft an der Universidade Nova de Lisboa, wo sie im Oktober 2021 promovierte. Als Musikwissenschaftlerin veröffentlichte sie Artikel in Fachzeitschriften über reisende Frauen, Frauen in der Musikpraxis im 18. Jahrhundert, portugiesische Komponisten und dem III. Reich und die portugiesischen Wurzeln der jüdischen Berliner Salonnière Henriette Herz.